# Mexica (brætspil)
Mexica er et brætspil af designertypen. Det er designet af Wolfgang Kramer og Michael Kiesling og er det afsluttende i deres Mask Trilogy, som også omfatter Tikal og Java. Spillet blev udgivet i 2002 af Ravensburger på tysk og Rio Grande Games på engelsk. Spillet er navngivet efter Mexico City, og foregår i Tenochtitlan, som den hed i aztekertiden.

## Priser
- Tric Trac d'Argent (2002).